# Ticineto
Ticineto (piemontiul: Tisnèis) település Olaszországban, Piemont régióban, Alessandria megyében. Lakosainak száma 1315 fő (2023. január 1.). Ticineto Borgo San Martino, Frassineto Po, Pomaro Monferrato és Valmacca községekkel határos.

## Népesség
A település lakossága az elmúlt években az alábbi módon változott:
| Lakosok száma | 1339 | 1335 | 1315 |
|               | 2017 | 2018 | 2023 |